# Johan Lillienadler
Johan Lillienadler, tidigare Lundius, född 1671 i Uppsala, död 21 februari 1724 i Jönköping, var en svensk ämbetsman.

## Biografi
Johan Lillienadler föddes 1671 i Uppsala. Han var son till professorn Carolus Lundius och Gertrud Lohrman. Lillienadler blev 18 december 1680 student vid Uppsala universitet och 1691 auskultant i Svea hovrätt. Han avled 1691 vice fiskal i hovrätten och var 1692 sekreterare hos kungliga rådet och presidenten Gustaf Adolf De la Gardie. Han följde med honom sistnämnda år till Pommern där han skulle avsluta reduktionsverket. Lillienadler blev 18 juni 1694 notarie vid reduktionskommisionen i Pommern blev 20 oktober 1699 häradshövding i Åkerbo, Bankekinds, Hanekinds, Memmings och Skärkinds häraders domsaga. Han adlades 28 juni 1700 till Lillienadler och introducerades 1703 i Sveriges Riddarhus som nummer 1385. Lillienadler blev 19 november 1718 sekreterare i Göta hovrätt och var åter 22 april 1719 häradshövding Åkerbo, Bankekinds, Hanekinds, Memmings och Skärkinds häraders domsaga, med assessors karaktär. Han blev 21 maj 1719 assessor i Göte hovrätt. Lillienadler avled 1724 i Jönköping och begravdes i Örtomta kyrka.

### Familj
Lillienadler gifte sig  28 maj 1713 på Sörby säteri i Örtomta församling med friherrinnan Anna Margareta Cederhielm (1687–1729), dotter av presidenten Germund Cederhielm och Anna Margareta Nyman. Efter Lillienadlers död gifte Cederhielm om sig med kammarherren Carl Rutger von Braunjohan.